# Lorenzo Igual de Soria
Lorenzo Igual de Soria y Martín de Hijas (El Gordo (Cáceres), 9 de agosto de 1746 - La Calzada de Oropesa (Toledo), 15 de septiembre de 1814), religioso y político español, que fue obispo de Pamplona y de Plasencia.
Fue doctor en Derecho Canónico y Civil, Catedrático de la Universidad de Alcalá de Henares, Inquisidor del Santo Oficio de Madrid, párroco de la iglesia de San Ginés en Madrid y obispo de Pamplona y de Plasencia y diputado de las Cortes Constituyentes de Cádiz.
Nombrado obispo de Pamplona el 22 de septiembre de 1795, fue consagrado por el cardenal Francisco Antonio de Lorenzana y Butrón, arzobispo de Toledo, auxiliado por Francisco Javier Cabrera Velasco, obispo de Orihuela, y por Atanasio Puyal y Poveda, obispo titular de Caristo, el 8 de noviembre de ese mismo año. Posteriormente, fue designado obispo de Plasencia el 16 de mayo de 1803.
Durante la invasión francesa, fue presidente de la Junta de Defensa de Plasencia y tuvo que refugiarse en Talaván (Cáceres) en 1809.